# Граф де Оньяте

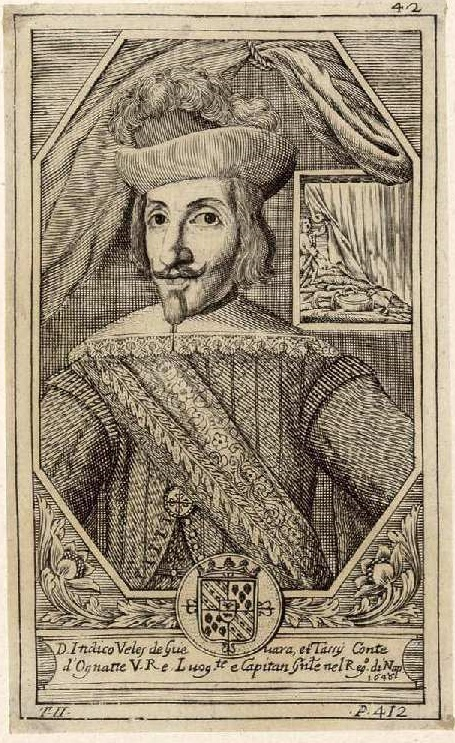
Иньиго Велес Ладрон де Гевара и Тассис (1597—1658), 8-й граф де Оньяте

Граф де Оньяте — испанский дворянский титул. Он был создан 18 сентября 1481 года католическими королями Изабеллой Кастильской и Фердинандом Арагонским для Иньиго Велеса де Гевары и Айялы (ок. 1420—1500), 13-го сеньора де Оньяте, аделантадо майора Королевства Леон и члена королевского совета.
В 1640 году король Испании Филипп IV пожаловал звание гранда Испании Иньиго Велесу де Геваре и Тассису (1566—1644), женатому на Каталине Велес де Геваре, 5-й графине де Оньяте.
Название графского титула происходит от названия муниципалитета Оньяте, провинция Гипускоа, автономное сообщество Страна Басков.

## Графы де Оньяте
| Креация создана католическими монархами | Креация создана католическими монархами        | Креация создана католическими монархами |
| --------------------------------------- | ---------------------------------------------- | --------------------------------------- |
| I                                       | Иньиго Велес де Гевара и Айяла                 | 1481-1500                               |
| II                                      | Педро Велес де Гевара и Манрике                | 1500-1559                               |
| III                                     | Ладрон Велес де Гевара и де Веласко            | 1559-1580                               |
| IV                                      | Педро Велес Ладрон де Гевара                   | 1580-1593                               |
| V                                       | Каталина де Гевара и Орбеа                     | 1593-1607                               |
| VI                                      | Педро Велес де Гевара и Тассис                 | 1607-1614                               |
| VII                                     | Хуан Велес де Гевара                           | 1614-1615                               |
| VIII                                    | Иньиго Велес Ладрон де Гевара                  | 1615-1658                               |
| IX                                      | Каталина Велес де Гевара и Манрике де ла Серда | 1658-1684                               |
| X                                       | Иньиго Мануэль Велес Ладрон де Гевара и Тасис  | 1684-1699                               |
| XI                                      | Диего Гаспар Велес де Гевара                   | 1699-1725                               |
| XII                                     | Мельчора Велес де Гевара                       | 1725 — ?                                |
| XIII                                    | Хосе Мария де Гусман и Гевара                  | ? − 1781                                |
| XIV                                     | Диего Вентура де Гусман и Фернандес де Кордова | 1781-1805                               |
| XV                                      | Диего Исидро де Гусман и де ла Серда           | 1805-1849                               |
| XVI                                     | Карлос Луис де Гусман и де ла Серда            | 1849-1880                               |
| XVII                                    | Хосе Райниеро де Гусман и де ла Серда          | 1880 — ?                                |
| XVIII                                   | Хуан Баутиста де Гусман и Кабальеро            |                                         |
| XIX                                     | Мария дель Пилар де Гусман и де ла Серда       | 1895-1901                               |
| XX                                      | Хуан де Забала и Гусман                        | 1901-1910                               |
| XXI                                     | Луис де Забала и Гусман                        | 1910-1915                               |
| XXII                                    | Мария дель Пилар де Забала и Гусман            |                                         |
| XXIII                                   | Мария дель Пилар Гарсия-Санчо и Забала         | 1915 — ?                                |
| XXIV                                    | Хуан Баутиста де Травеседо и Гарсия-Санчо      | ? − 1965                                |
| XXV                                     | Хуан де Травеседо и Мартинес де лас Ривас      | ? — ?                                   |
| XXVI                                    | Хосе Мария Травеседо и Мартинес де ла Ривас    | 1967 — ?                                |
| XXVII                                   | Хуан Травеседо и Колон де Карвахаль            | 1994-2017                               |
| XXVIII                                  | Камило Травеседо и Хулия                       | 2017 — настоящее время                  |

## История графов де Оньяте
- Иньиго Велес де Гевара и Айяла (ок. 1420—1500), 1-й граф де Оньяте. Сын Педро Велеса де Гевары и Тельес де Кастилия, 11-го сеньора де Оньяте, и Констансы де Айяла Сармьенто Веласко.

1. Супруга — Беатрис де Гусман, дочь Альфонсо Нуньеса де Гусмана, 7-го сеньора де Оргаса, и Санчи Фернандес Понсе де Леон
2. Супруга — Мария де Менесес Пиментель, дочь Педро Гонсалеса де Базана, 3-го сеньора де Паласиос-де-Вальдуэрна
3. Супруга — Хуана Манрике, дочь Диего Манрике де Лары и Кастилии и Марии Гомес де Сандоваль и Гонсалес де Авельянеда. Виктор Велес де Гевара и Гусман, старший сын 1-го графа де Оньяте от первого брака, погиб в 1489 году, еще при жизни отца, поэтому ему наследовал его внук:

- Педро Велес де Гевара и Манрике (? — 1559), 2-й граф де Оньяте, сын Виктора Велесе де Гевары и Гусмана (? — 1489) и Хуаны Манрике де Лары Кастро (? — 1506), сеньоры де Сальдуэндо

1. Супруга — Менсия де Веласко и Товар, дочь Иньиго Фернандеса де Веласко и Мендосы, 2-го герцога де Фриас, и Марии де Товар, сеньоры де Берланга. Ему наследовал их сын:

- Ладрон Велес де Гевара и де Веласко (? — 1580), 3-й граф де Оньяте.

1. Супруга — Хуана де Гевара и Тассис, дочь Педро Велеса де Гевары, сеньора де Салинильяс, и Марианны де Тассис.
2. Супруга — Каталина дель Рио и Сальседо, дочь Антона дель Рио и Каталины де Сальседо и Камарго. Ему наследовал его сын от второго брака:

- Педро Ладрон де Гевара (? — 1593), 4-й граф де Оньяте.

1. Супруга — Анна де Орбеа, дочь Хуана де Орбеа и Марии дле Лескано. Ему наследовала их дочь:

- Каталина де Гевара и Орбеа (? — 1607), 5-я графиня де Оньяте.

1. Супруг — Иньиго Велес де Гевара и Тассис (1566—1644), 3-й граф де Вильямедьяна. Ей наследовал их старший сын:

- Педро Велес де Гевара и Тассис (? — 1614), 6-й граф де Оьяте. Холост и бездетен, ему наследовал младший брат:

- Хуан Велес де Гевара и Тассис (? — 1615), 7-й граф де Оньяте. Умер молодым и бездетным. Ему наследовал его младший брат:

- Иньиго Велес де Гевара (1597—1655), 8-й граф де Оньяте, 4-й граф де Вильямедьяна.

1. Супруга — Антония Манрике де Лара и де ла Серда (? — 1662), дочь Бернардино Фернандесе Манрике де Лара и Мендоса де Арагон, 5-го маркиза де Агилар-де-Кампоо, и Антонии де ла Серды и Арагон. Ему наследовала их дочь:

- Каталина Велес де Гевара и Манрике де ла Серда (ок. 1620—1684), 9-я графиня де Оньяте, 5-я графиня де Вильямедьяна.

1. Супруг — Бельтран Велес де Гевара (? — 1652), 1-й граф де Кампо-Реаль, 1-й маркиз де Кампо-Реаль и маркиз де Монреале (Сардиния).
2. Супруг — Рамиро Нуньес де Гусман (1600—1668), 2-й герцог де Медина-де-лас-Торрес, 2-й герцог де Санлукар-ла-Майор, 2-й маркиз дель-Тораль, граф де Асналькольяр (второй брак был бзедетным). Ей наследовал её старший сын от первого брака:

- Иньиго Мануэль Велес Ладрон де Гевара и Тассис (1642—1699), 10-й граф де Оньяте (гранд Испании), 6-й граф де Вильямедьяна, 1-й маркиз де Гевара, 2-й маркиз де Кампо-Реаль, 2-й граф де Кампо-Реаль.

1. Супруга — Луиза Клара де Линь (? — 1684), дочь Клода Ламораля, 3-го принца де Линь, и Клары Марии ван Нассау-Зиген. Ему наследовал их сын:

- Диего Гаспар Велес де Гевара (? — 1725), 11-й граф де Оньяте, 3-й маркиз де Гевара, 3-й граф де Кампо-Реаль.

1. Супруга — Мария Николаса де ла Серда и Арагон, дочь Хуана Франсиско де ла Серды Энрикеса де Риберы, 8-го герцога де Мединасели, и Каталины Антонии де Арагон. Брак был бездетным. Ему наследовала его сестра:

- Мельчора де ла Тринидад Велес Ладро де Гевара (? — 1727), 12-я графиня де Оньяте.

1. Супруг — Себастьян Гусман де Спинола, 5-й маркиз де Монтеалегре (1683—1757). Ей наследовал их старший сын:

- Хосе Мария де Гусман и Гевара (1709—1781), 13-й граф де Оньяте (гранд Испании), 6-й маркиз де Монтеалегре, 6-й маркиз де Кинтана-дель-Марко, маркиз де Гевара, 5-й граф де Кампо-Реаль, 7-й граф де Кастронуэво, 7-й граф де лос Аркос, 7-й граф де Вильямедьяна.

1. Супруга — Мария Фелича Фернандес де Кордова и Спинола (1705—1748), дочь Николаса Фернандеса де Кордовы Фигероа и Агилар, 10-го герцога де Мединасели, 9-го герцога де Ферия, 10-го герцога де Сегорбе, 11-го герцога де Кардона, 8-го герцога де Алькала-де-лос-Гасулес, 7-го маркиза де Монтальбан, 9-го маркиза де Прьего, 7-го маркиза де Вильяфранка, графа де Зафра, и Херонимы Марии Спинолы де ла Серды.
2. Супруга — Буэнавентура (Вентура Франсиска) Фернандес де Кордова Фольк де Кардона Рекесенс и де Арагон (1712—1768), 11-я герцогиня де Сесса, 9-я герцогиня де Баэна, 10-я герцогиня де Сома, 15-я графиня де Кабра, 16-я графиня де Паламос, 10-я графиня де Оливето, 16-я графиня де Тривенто, графиня де Авеллино, 13-я виконтесса де Иснахар и 25-я баронесса де Бельпуи, дочь Франсиско Хавьера Фернандеса де Кордовы, 13-го графа де Кабра, и Терезы Фернандес де Кордовы. Ему наследовал его сын от первого брака:

- Диего Вентура де Гусман и Фернандес де Кордова (1730—1805), 14-й граф де Оньяте, 7-й маркиз де Монтеалегре, 7-й маркиз де Кинтана-дель-марко, 5-й маркиз де Гевара, 14-й маркиз Агилар-де-Кампоо (гранд Испании), 8-й граф де Кастронуэво, 8-й граф де лос Аркос, 8-й граф де Вильямедьяна, 6-й граф де Кампо-Реаль, граф де Аньовер-де-Тормес, граф де Кастаньеда.

1. Супруга — Мария Исидра де ла Серда и Гусман, 19-я герцогиня де Нахера, 6-я маркиза де Ла-Лагуна-де-Камеро-Вьехо, 14-я графиня де Прадес-де-Нава. Ему наследовал их сын:

- Диего Исидро де Гусман и де ла Серда (1776—1849), 15-й граф де Оньяте, 19-й герцог де Нахера, 17-й маркиз Агилар-де-Кампоо (гранд Испании), 15-й граф де Паредес-де-Нава (гранд Испании), 8-й маркиз де Монтеалегре, 8-й маркиз де Кинтана-дель-Марко, 9-й граф де Кастронуэво, 9-й граф де лос Аркос, 7-й маркиз де ла Лагуна-де-Камеро-Вьехо, 17-й граф де Тревиньо, граф де Кастаньеда, граф де Валенсия-де-Дон-Хуан, 9-й граф де Вильямедьяна, 7-й граф де Кампо-Реаль, 6-й маркиз де Гевара.

1. Супруга — Мария дель Пилар де ла Серда и Марин де Ресенде (1777—1812), дочь Хосе Марии де ла Серды и Сернесио, 5-го графа де Парсент, и Марии дель Кармен Антонии Марин де Ресенде Фернандес де Эредия, 5-й графини де Бурета.
2. Супруга — Мария Магдалана Текла Кабальеро и Террерос (1790—1865), дочь Хуана Фернандо Кабальеро и Хулианы де Террерос. Ему наследовал его сын от первого брака:

- Карлос Луис де Гусман и де ла Серда (1801—1880), 16-й граф де Оньяте, 20-й герцог де Нахера (гранд Испании), 9-й маркиз де Монтеалегре, 9-й маркиз де Кинтана-дель-Марко, 10-й граф де Кастронуэво.

1. Супруга — Мария Хосефа де ла Серда и Палафокс, дочь Хосе Антонио Педро Хоакина Рамона Франсиско де Паулы Худаса Тадео де ла Серды и Марин де Ресенде, 7-го маркиза де Барболес, и Марии Рамоны Агустины Хосефы Магделаны Терезы Висенты Виктории Валерии Хуаны Непомуцено Фелипы Франсиски де Салес де Палафокс и Портокарреро. Брак был бездетным. Ему наследовал его младший брат:

- Хосе Райниеро де Гусман и де ла Серда (1806—1891), 17-й граф де Оньяте, 21-й герцог де Нахера (гранд Испании), 7-й маркиз де Гевара, 10-й маркиз де Монтеалегре, 10-й маркиз де Кинтана-дель-Марко, 11-й граф де Кастронуэво. Холост и бездетен. Ему наследовал его сводный брат:

- Хуан Баутиста де Гусман и Кабальеро (? — 1895), 18-й граф де Оньяте, 22-й герцог де Нахера (гранд Испании), 11-й маркиз де Монтеалегре, 19-й маркиз Агилар-де-Кампоо (гранд Испании), 11-й маркиз де Кинтана-дель-Марко, 18-й граф де Тревиньо, 12-й граф де Кастронуэво. Холост и бездетен. Ему наследовала его младшая сестра:

- Мария дель Пилар де Гусман и де ла Серда (1811—1901), 19-я графиня де Оньяте, 23-я герцогиня де Нахера (грандесса Испании), 8-я маркиза де Гевара, 12-я маркиза де Монтеалегре, 12-я маркиза де Кинтана-дель-Марко, 19-я графиня де Тревиньо, 16-я графиня де Паредес-де-Нава.

1. Супруг — Хуан де Забала и де ла Пуэнте (1804—1879), 1-й маркиз де Сьерра-Бульонес, 3-й маркиз де ла Пуэнте и Сотомайор, 5-й маркиз де Торребланка, 6-й граф де Вильясеньор. Ей наследовал их сын:

- Хуан де Забала и Гусман (1844—1910), 20-й граф де Оньяте, 24-й герцог де Нахера (гранд Испании), 2-й маркиз де ла Сьерра-де-Бульонес, 12-й маркиз де Монтеалегре, 9-й маркиз де Гевара, 14-й маркиз де Кинтана-дель-Марко, 20-й граф де Тревиньо, 13-й граф де Кастронуэво.

1. Супруга — Каролина Сантамарта и Донато , 2-я графиня де Сантамарта. Брак был бездетным. Ему наследовал его младший брат:

- Луис де Забала и Гусман (1853—1915), 21-й граф де Оньяте, 25-й герцог де Нахера, 3-й маркиз де ла Сьерра-де-Бульонес, 13-й маркиз де Монтеалегре, 18-й граф де Паредес-де-Нава, маркиз Агилар-де-Кампоо, 9-й граф де Кампо-Реаль, 9-й граф де Кастаньеда.

1. Супруга — Гильерма Эредия и Баррон (брак бездетен). Ему наследовала его сестра:

1. Мария дель Пилар де Забала и Гусман (1840—1915), 22-я графиня де Оньяте, 26-я герцогиня де Нахера (грандесса Испании), 4-я маркиза де Сьерра-де-Бульонес, 20-я маркиза Агилар-де-Кампоо (грандесса Испании), 27-я маркиза де Кинтана-дель-Марко, 19-я графиня де Паредес-де-Нава (грандесса Испании), 6-я маркиза де Торребланка, 10-я графиня де Кастаньеда, 21-я графиня де Тревиньо, 9-я маркиза де Гевара
2. Супруг — Вентура Гарсия-Санчо и Ибаррондо (1837—1914), 1-й граф де Консуэгра. Ей наследовала их дочь:

- Мария дель Пилар Гарсия-Санчо и Забала (1864—1916), 23-я графиня де Оньяте, 27-я герцогиня де Нахера (грандесса Испании), 21-я маркиза Агилар-де-Кампоо (грандесса Испании), 5-я маркиза де Сьерра-де-Бульонес (грандесса Испании), 18-я маркиза де Кинтана-дель-Марко, 10-я маркиза де Гевара, 21-я графиня де Паредес-де-Нава (грандесса Испании), 22-я графиня де Тревиньо, 7-я маркиза де Торребланка, 11-я графиня де Кастаньеда, 2-я графиня де Консуэгра.

1. Супруг — Леопольдо Травеседо и Фернандес-Касарьего (род. 1861). Ей наследовал их сын:

- Хуан Баутиста Травеседо и Гарсия-Санчо (1890—1965), 24-й граф де Оньяте, 28-й герцог де Нахера (гранд Испании), 22-й маркиз Агилар-де-Кампоо, 10-й граф де Кампо-Реаль, 14-й маркиз де Кинтана-дель-Марко, 8-й маркиз де Торребланка, 23-й граф де Тревиньо, 3-й граф де Консуэгра.

1. Супруга — Мария дель Кармен Мартинес де лас Ривас и Ричардсон (род. 1899). Ему наследовал их старший сын:

- Хуан де Травеседо и Мартинес де лас Ривас (1923—1996), 25-й граф де Оньяте, 29-й герцог де Нахера (гранд Испании), 19-й маркиз де Кинтана-дель-Марко, 23-й граф де Прадес-де-Нава (гранд Испании), 14-й граф де Кастронуэво, 11-й граф де Кампо-Реаль, 4-й граф де Консуэгра, 24-й граф де Тревиньо. Холост и бездетен. Передал часть титулов своему младшему брату:

- Хосе Мария де Травеседо и Мартинес де лас Ривас (1924—1993),26-й граф де Оньяте, 20-й маркиз де Кинтана-дель-Марко, маркиз де Сьерра-де-Бульонес, 24-й граф де Паредес-де-Нава, 12-й граф де Кампо-Реаль и 25-й граф де Тревиньо.

1. Супруга — Мария Эулалия Колон де Карвахаль и Марото (род. 1924), дочь Рамона Колона де Карвахаля и Уртадо де Мендосы, 16-го герцога де Верагуа, и Марии Эулалии Марото и Перес дель Пульгар. Ему наследовал их сын:

- Хуан де Травеседо и Колон де Карвахаль (род. 1949), 27-й граф де Оньяте, 30-й герцог де Нахера (гранд Испании), 21-й маркиз де Кинтана-дель-Марко, 25-й граф де Паредес-де-Нава (гранд Испании), 13-й граф де Кампо-Реаль, 26-й граф де Тревиньо, 5-й граф де Консуэгра.

1. Супруга — Анна Мария Хулия и Диес де Ривера. Ему наследовал его сын:

- Камило Травеседо и Хулия, 28-й граф де Оньяте и 14-й граф де Кампо-Реаль.